# Glauber Rocha

Glauber Rocha, vermutlich 1959

Glauber Pedro de Andrade Rocha (* 14. März 1938 in Vitória da Conquista, Brasilien; † 22. August 1981 in Rio de Janeiro, Brasilien) war ein brasilianischer Filmregisseur und als solcher einer der wichtigsten Vertreter des Cinema Novo.

## Leben
Glauber Rocha ging im Jahr 1971 während der Militärdiktatur in Brasilien freiwillig ins Exil. Dies führte ihn über Spanien und Chile  nach Portugal. Erst wenige Tage bevor er an Lungenentzündung starb, kehrte er nach Brasilien zurück.

## Filmografie
- 1958: O pátio (Kurzfilm)
- 1959: Cruz na Praça
- 1961: Sturm (Barravento)
- 1963: Gott und der Teufel im Lande der Sonne (Deus e o diabo na terra do sol)
- 1965: Amazonas, Amazonas (Kurzfilm)
- 1966: Maranhão 66 (Kurzfilm)
- 1967: Land in Trance (Terra em transe)
- 1968: Antonio das Mortes (O dragão da maldade contra o santo guerreiro)
- 1970: Der Löwe mit den sieben Köpfen (Der leone have sept cabeças)
- 1970: Abgeschlagene Köpfe (Cabeças cortadas)
- 1972: Krebs (Câncer)
- 1974: História do Brasil
- 1974: As armas e o povo
- 1975: Claro
- 1977: Di Cavalcanti (Kurzfilm)
- 1979: Jorjamado no cinema
- 1980: Das Alter der Erde (A idade da Terra)

## Auszeichnungen
- 1967: FIPRESCI-Preis bei den Filmfestspielen von Cannes für Land in Trance
- 1967: Grand Prix des Filmfestivals von Locarno für Land in Trance
- 1969: Regiepreis der Filmfestspiele von Cannes für Antonio das Mortes
- 1977: Jurypreis der Filmfestspiele von Cannes für Di Cavalcanti